# Galeus piceus
Galeus piceus és una espècie de peix de la família dels esciliorrínids i de l'ordre dels carcariniformes.